# Сортавала-Центр
Сортавала-Центр — платформа на перегоне Сортавала — Кааламо линии Сортавала — Суоярви I.
Расположена на дамбе залива Вакколахти озера Ляппяярви, одним краем примыкает к железнодорожным путям, с другой стороны можно спуститься на пирс и пройти на причал города Сортавалы. Поезда и теплоходы «Метеоры» следуют по скорректированному расписанию и соединяются на платформе «Сортавала-центр», отсюда туристы могут добраться до острова Валаам.

## История
29 мая 2021 года состоялось открытие платформы «Сортавала-Центр» длиной 100 метров. В этот день на ней впервые остановился «Рускеальский экспресс», который курсирует между Сортавалой и горным парком «Рускеала». В проект ОАО «РЖД» вложило около 30 миллионов рублей. Администрация Сортавальского городского поселения, в свою очередь, провела работы по благоустройству территории и установке опор и светильников.
С 3 июня 2023 года по маршруту Сортавала — Валаамский Причал начал курсировать ежедневный туристический ретропоезд «Ладожская Нерпочка», останавливаясь на станциях «Сортавала-Центр», «Карельская» и «Александрийская». В выходные ходит поезд на паровозной тяге серии 9П с обзорным вагоном и вагоном-рестораном, стилизованными под начало XX века. Восстановленный железнодорожниками маневровый паровоз серии 9П вдвое меньше обычного из-за отсутствия тендера с водой и углем. Сейчас на сети железных дорог сохранилось немного экземпляров этой серии.
К 2027 году планируется провести очистку заболоченного залива Вакколахти в той части озера Ляппяярви, которая находится за железнодорожной платформой «Сортавала-Центр». Вдоль береговой линии под железнодорожным мостом будет построен деревянный тротуар на винтовых сваях.
| - Сортавала, «Ладожская Нерпочка» 9П-201 у платформы «Сортавала-Центр» - Открытый вагон «Ладожской нерпочки» - «Ласточка» на платформе - Заболоченный участок Ляппяярви |